# Ćma (singel Reni Jusis)
„Ćma” jest kompozycją stworzoną przez Reni Jusis oraz Stendka na ósmy album Reni Jusis. Utwór został wyprodukowany przez Jusis oraz Stendka oraz wydany jako drugi singel z krążka dnia 10 sierpnia 2018 roku.
Singel dotarł do 21 miejsca oficjalnego zestawienia airplay w Polsce.

## Format i Lista Utworów
Digital Download
1. Ćma

Remixy (EP)
1. Ćma (The Wishes Remix)
2. Ćma (Gromee Remix)
3. Ćma (Zawadzki Remix)
4. Ćma (Atari Wu Remix)

## Notowania
Notowania Airplay
| Lista przebojów (2018)         | Najwyższa pozycja |
| ------------------------------ | ----------------- |
| Polska (ZPAV - Airplay TOP100) | 21                |

Notowania radiowe
| Kraj              | Notowanie (2018)            | Wydawca               | Najwyższa pozycja | Data osiągnięcia pozycji szczytowej |
| ----------------- | --------------------------- | --------------------- | ----------------- | ----------------------------------- |
| Litwa             | Lista PL                    | Wiadomości znad Willi | 11                | 2018-10-28                          |
| Polska            | Szczecińska Lista Przebojów | Radio Szczecin        | 5                 | 2018-09-21                          |
| Polska            | Poplista                    | RMF FM                | 2                 | 2018-11-16                          |
| Polska            | Same Dobre!                 | Radio Zielona Góra    | 16                | 2018-10-26                          |
| Polska            | Mnej Więcej Lista           | Radio Zachód          | 22                | 2018-09-22                          |
| Polska            | Lista Przebojów             | Radio Katowice        | 20                | 2018-10-26                          |
| Polska            | Lista Przebojów Radia WAWA  | Radio WAWA            | 3                 | 2018-10-26                          |
| Stany Zjednoczone | Lista Przebojów             | Wietrzne Radio        | 5                 | 2018-08-31                          |